# Чавле
Чавле (хорв. Čavle) — община в Хорватии, входит в Приморско-Горанскую жупанию. Община состоит из 10 населённых пунктов. По данным 2001 года, в ней проживали 6749 человек. Общая площадь общины составляет 84,21 км².